# Jan Słotwiński
Jan Kanty Bronisław Słotwiński (ur. 25 października 1903 w Krakowie, zm. 22 sierpnia 1986 tamże) – polski lekarz, histolog, embriolog, lekarz wojskowy w czasie kampanii wrześniowej, po wojnie m.in. profesor Pomorskiej Akademii Medycznej w Szczecinie, członek Komitetu Nauk Morfologicznych i Komitetu Patomorfologii PAN.

## Życiorys

### Dzieciństwo i młodość
Urodził się w roku 1903 w Krakowie. Był synem Eugeniusza Słotwińskiego – prawnika (później – sędziego ww sądzie okręgowym i adwokata) – i Marii z domu Gustawicz. Po ukończeniu szkoły powszechnej i siedmiu klas Gimnazjum św. Anny w Krakowie, uczęszczał do ósmej klasy I Liceum Ogólnokształcące im. Karola Marcinkowskiego w Poznaniu. Świadectwo dojrzałości otrzymał 12 czerwca 1922 roku.
Studia ukończył w roku 1927 na Wydziale Medycznym Uniwersytetu Poznańskiego (współcześnie – Uniwersytet Medyczny im. Karola Marcinkowskiego), a następnie uzyskał absolutorium na Wydziale Matematyczno-Przyrodniczym (1928–1930). W okresie od 1 listopada 1928 do 39 września 1931 roku odbył staże naukowe w znanych klinikach wiedeńskich oraz staż specjalistyczny w Klinice Dermatologicznej Uniwersytetu Poznańskiego.

### Lata 1923–1949
Przed II wojną światową pracował w: 
- 1923–1939 – Zakładzie Histologii Prawidłowej i Embriologii UP pod kierownictwem Tadeusza Kurkiewicza (jako student – zastępca asystenta, a następnie asystent i adiunkt)[4]
- 1931–1939 – prywatnym gabinecie lekarskim w Poznaniu (choroby skórne i weneryczne, kosmetologia).

W kampanii wrześniowej był lekarzem wojskowym w 23. pociągu sanitarnym Lublin–Kowel, dowodzonym przez ppor. Zygmunta Kujawskiego. Pociąg został zbombardowany na trasie w kierunku Kowla, a   grupa sanitarna wycofała się za Bug i uczestniczyła w walkach 25. pułku piechoty (zob. bitwy pod Krasnobrodem).
W okresie okupacji niemieckiej przebywał w Częstochowie, gdzie:
- wykładał histologię na tajnym Uniwersytecie Ziem Zachodnich Warszawie (filia w Częstochowie)
- był kierownikiem i ordynatorem Oddziału Chorób Skórno-Wenerycznych w 
Publicznym Miejskim Szpitalu Powszechnym (1941–1945)
- prowadził prywatną praktykę lekarską.

Po zakończeniu wojny, w roku 1945 wrócił do Poznania. Został ponownie zatrudniony w Katedrze Histologii Prawidłowej i Embriologii Wydziału Lekarskiego Uniwersytetu Poznańskiego (1945–1948 – adiunkt, od 1949 – docent). Habilitację otrzymał 22 czerwca 1948 roku na podstawie pracy nt. O czynności wydzielniczej komórek zrębowych nabłonka zmysłowego błony węchowej płazów, gadów, ptaków i ssaków). Równocześnie pracował w Przychodni Chorób Skórnych i Wenerycznych Wojewódzkiego Szpitala UB (1945–1949) oraz prowadził prywatną praktykę lekarską (1945–1948).

### Praca zawodowa w Szczecinie

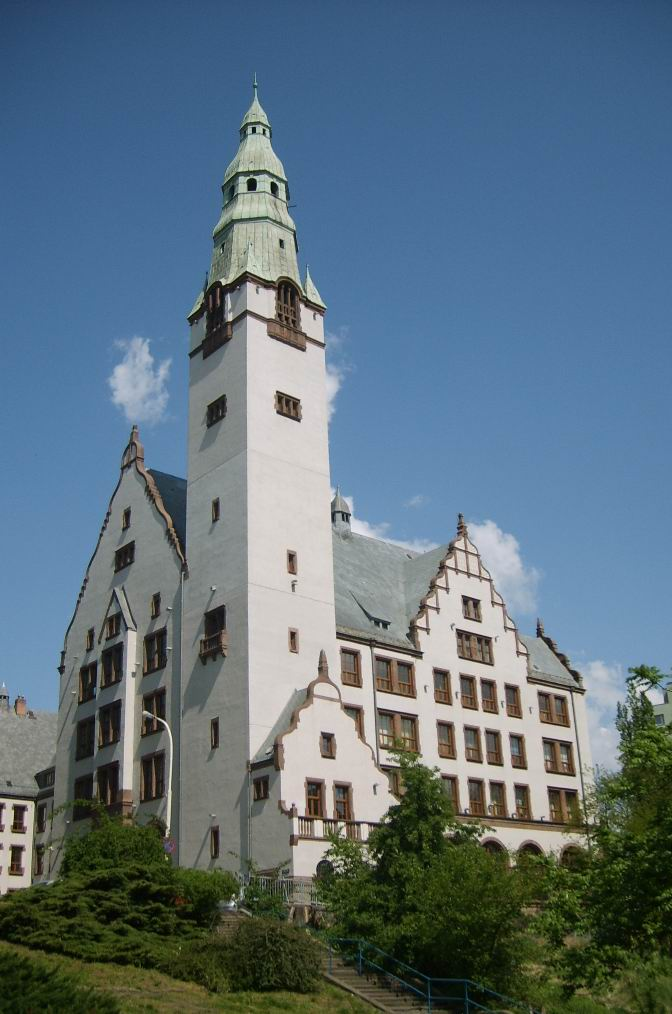
Gmach Pomorskiej Akademii Medycznej

W roku 1949 Jan Słotwiński objął stanowisko profesora Pomorskiej Akademii Medycznej w Szczecinie i kierownika Katedry Histologii i Embriologii. W PAM był również: 
- 1956–1958 – prodziekanem Wydziału Lekarskiego
- 1950–1968 – członkiem senatu.

Poza uczelnią pracował w:
- 1950–1975 – Ośrodku Średnich Szkół Medycznych (później – Szkoła Laborantów Medycznych) jako wykładowca histologii i technik histologicznych
- 1951–1962 – Spółdzielni Lekarzy Specjalistów (Przychodnia Chorób Skórnych i Wenerycznych).

Należał do komitetów redakcyjnych czasopism Folia Morphologica i Bulletin de l'Association des anatomistes. Od roku 1974 zajmował w PAM ½ etatu, jako profesor emerytowany. W Polskiej Akademii Nauk był członkiem Komitetu Nauk Morfologicznych (1960–1965) i Komitetu Patomorfologii (1966–1969).

## Tematyka badań

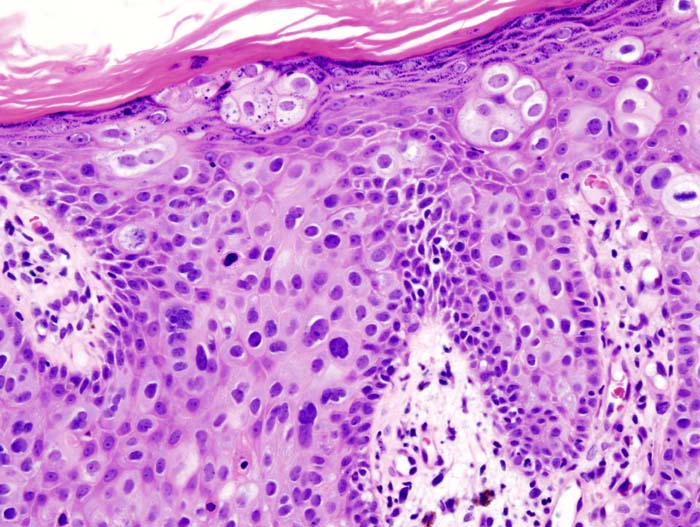
Obraz histopatologiczny choroby Bowena

Zajmował się cytologicznymi i histologicznymi badaniami wydzieliny gruczołów w błonach śluzowych, a przede wszystkim wydzieliny węchowych gruczołów Bowmana u człowieka i ssaków oraz ślinianek smakowych (gruczoły Ebnera. Za szczególnie istotne osiągnięcia uważa się wykazanie, że:
- gruczoły węchowe ptaków i ssaków nie są gruczołami surowiczymi, lecz śluzowymi
- komórki zrębowe[6] nabłonka węchowego płazów, gadów i ptaków są gruczołami śluzowymi, a w nabłonku węchowym ssaków odgrywają taką rolę w stopniu szczątkowym
- gruczoły Ebnera królika są gruczołami śluzowymi.

Badania dotyczyły również m.in. metabolizmu tłuszczowców (w tym roli układu makrofagów, wątroby, płuc i jelit) oraz histochemii enzymów hydrolitycznych (hydrolazy).

## Publikacje

### Lata 1930–1939
Wkład Jana Słotwińskiego do dorobku Zakładu Histologii Prawidłowej i Embriologii Uniwersytetu Poznańskiego:
- 1930 – Recherches histochimiques sur les corps gras dans le parenchyme du foie du poumon, de la surrénale, du rein et du testicule, chez le chien normal 1 intoxiqué par la toluylène - diamine, Comptes Rendus des Seances de la Societe de Biologie et de Ses Filiales (C.R. Seances Soc. Biol. Fil.) tom 103, s.811– 815
- 1930 – Recherches histochimiques sur le rôle du système reticulo-endothelial par la toluylène - diamine. C.R. Seances Soc. Biol. Fil. tom 103, s.816–818
- 1931 – Sur le caractère de la sécretion des glandes olfactives de Bowman chez les Mammifères, C.R. Seances Soc. Biol. Fil., tom 108, s.599–602
- 1933 – Badania cytologiczne i histologiczne nad charakterem wydzieliny gruczołów węchowych Bowmana u człowieka i ssaków. 2. Gryzonie i owadożerne. W: Pamiętnik XIV Zjazdu Lekarzy i Przyrodników Polskich w Poznaniu, s.536–541
- 1933 – O ziarnistościach w nabłonku zmysłowym błony węchowej u ssaków. W: Pamiętnik XIV Zjazdu Lekarzy i Przyrodników Polskich w Poznaniu, s.575–578
- 1935 – Sur les granulations dans l'épithélium sensoriel de la muqueuse olfactive chez les Mammifères, C.R. Seances Soc. Biol. Fil., tom 120, s.459–462
- 1935 – Sur l'appareil réticulaire interne de Golgi-Kopsch dans les glandes olfactives de Bowman chez les Mammifères, C.R. Seances Soc. Biol. Fil., tom 120, s.462–465
- 1939 – Badania cytologiczne i histochemiczne nad śliniankami kreta. W: Pamiętnik XV Zjazdu Lekarzy i Przyrodników Polskich (Lwów 1937), s.382–383

### Lata powojenne
Jan Słotwiński jest autorem lub współautorem ok. 30 artykułów naukowych, opublikowanych w polskich i zagranicznych specjalistycznych czasopismach, oraz podręcznika i skryptów akademickich: 
- Histofizjologia człowieka (1952)
- Histologia (1955)
- Cytofizjologia (1975)

Został pochowany na cmentarzu Rakowickim w Krakowie (kwatera FA-zach.-11).

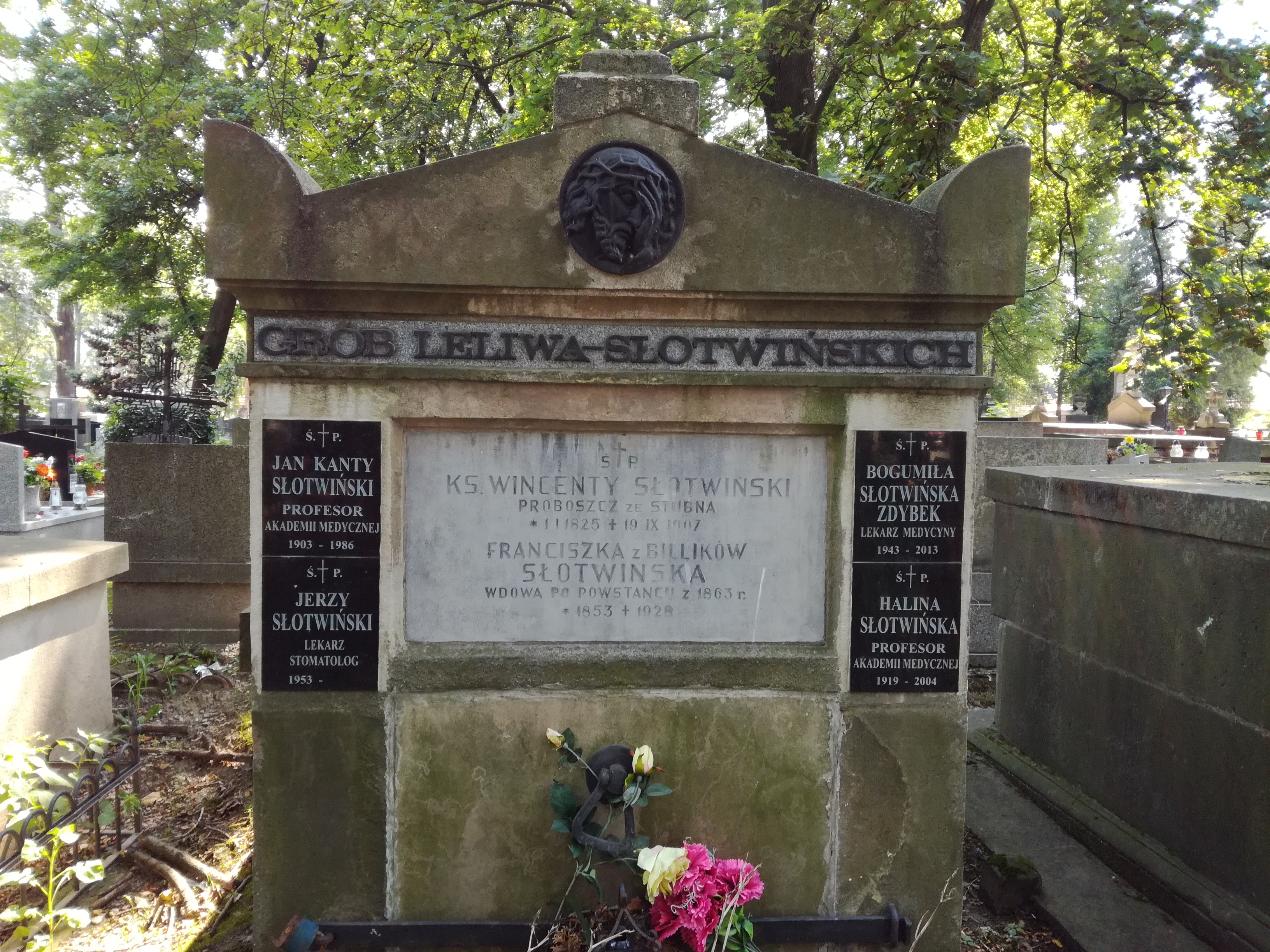
Grób prof. Jana Słotwińskiego na cmentarzu Rakowickim

## Stowarzyszenia naukowe
Był członkiem licznych stowarzyszeń, tj.:
- Polskie Towarzystwo Anatomiczne (1950–1980 – prezes Oddz. Szczecińskiego,  1957–1966 członek Zarządu Głównego)
- Polskie Towarzystwo Dermatologiczne[7]
- Polskie Towarzystwo Fizjologiczne[8]
- Polskie Towarzystwo Histochemików i Cytochemików[9] (1964–1968 – członek Zarządu Głównego, członek honorowy)
- Polskie Towarzystwo Przyrodników im. Kopernika
- Polskie Towarzystwo Zoologiczne
- Szczecińskie Towarzystwo Naukowe (członek założyciel, 1956–1972 członek zarządu)
- Association des anatomistes (członek zarządu od 1966)

## Odznaczenia i wyróżnienia
W uznaniu zasług Jan Słotwiński otrzymał m.in.
- Krzyż Kawalerski Orderu Odrodzenia Polski 1958
- Krzyż Oficerski Orderu Odrodzenia Polski
- Medal 10-lecia Polski Ludowej 1955
- Odznaka 1000-lecia Państwa Polskiego 1964
- Odznaka Honorowa Gryfa Pomorskiego 1966
- Medale 25-lecia i 30-lecia PAM
- Brązowy Medal im. Karola Marcinkowskiego, przyznawanego przez Uniwersytet Medyczny w Poznaniu[11]
- Odznaka tytułu honorowego „Zasłużony Nauczyciel PRL” 1974
- nagrody resortu zdrowia